# Миш, Дэвид
Дэвид Эмери Миш (англ. David Emery Misch; род. 19 февраля 1961, Чикаго, штат Иллинойс) — американский серийный убийца, совершивший по версии следствия в период с 2 февраля 1986 года по 7 декабря 1989 года серию из как минимум  4 убийств девушек и женщин на территории штата Калифорния. Настоящее количество жертв Миша неизвестно, так как его вина в совершении трех убийств была доказана посредством анализа ДНК и результатов криминалистическо-дактилоскопической экспертизы спустя более двух десятилетий после их совершения.

## Биография
Дэвид Миш родился 19 февраля 1961 года в городе Чикаго (штат Иллинойс). В середине 1960-х семья Дэвида покинула Чикаго и переехала в город Хейворд (штат Калифорния), где прошли его детские и юношеские годы. Миш рос в социально неблагополучной обстановке, так как его отец Роберт Миш страдал алкогольной зависимостью и проявлял агрессию по отношению к жене и сыну. Вследствие постоянного подвергания физическим нападкам со стороны отца, в середине 1970-х Дэвид потерял интерес к учебному процессу. Пребывая в конфликте со своими родителями, Миш большую часть свободного времени предпочитал проводить на улице, которая как социально-педагогическая среда сильно повлияла на формирование его характера. Начиная с 16 лет Миш начал вести криминальный образ жизни и все последующие годы  принадлежал к криминальной субкультуре.

## Криминальная карьера
В 1977 году, в возрасте 16 лет, Дэвид Миш совершил проникновение со взломом в дом соседа, где совершил нападение на домработницу, в ходе которого изнасиловал ее угрожая ей ножом. После сексуального насилия, Миш попытался задушить женщину, но она оказала ему яростное сопротивление, в ходе которого ударила его ногой в живот, после чего ей удалось сбежать. После ареста, Дэвид Миш был осужден, но будучи несовершеннолетним получил в качестве уголовного наказания незначительный срок лишения свободы и вышел на свободу в 1979 году, получив условно-досрочное освобождение. Через несколько дней после освобождения, Миш совершил проникновение в дом другого соседа, где угрожал убийством с помощью ножа находившимся там женщине и двум ее детям, однако не причинил никому из них вреда и покинул дом, не совершив никаких действий преступного характера. Тем не менее, он был арестован и подвергнут судебно-медицинской экспертизе, по результатам которой был признан невменяемым, после чего был этапирован в психиатрическую больницу «Atascadero State Hospital», где проходил назначенный ему курс лечения в течение нескольких последующих месяцев. В сентябре 1981 года психическое состояние Миша улучшилось и он был признан не представляющим опасности для общества, после чего вышел на свободу, вернулся в Хейворд к родителям и нашел работу маляра в одной из местных строительных компаний.
В июне 1982 года Дэвид Миш на одной из улиц города Окленд (Калифорния) совершил нападение  на 18-летнюю швейцарскую студентку Бетину Бентхаус, которая прибыла в США по программе обмена студентов. Миш напал на девушку в тот момент, когда она собирала цветы, после чего лишил ее сознания с помощью удушения, утащил в уединенное место и попытался ее изнасиловать, но был остановлен  местными жителями, которые заметили ей действия и вызвали полицию. После ареста Дэвиду Мишу было предъявлено обвинение в совершении нападении и попытке изнасилования, после чего он был осужден и получил в качестве уголовного наказания 4 года лишения свободы. Отбыв свое уголовное наказание полностью, Миш в 1986 году вышел на свободу и вернулся в Хейворд, где начал сожительствовать с девушкой, зарабатывая на жизнь случайными заработками, периодически совершая кражи. В ноябре 1987 года сожительница Миша родила ему сына - Дэвида Майкла Миша, который умер в возрасте 3 месяцев в феврале 1988 года. Вскоре после смерти сына, Миш был арестован по обвинению в совершении кражи и снова был осужден. Проведя несколько месяцев в окружной тюрьме округа Аламида, Дэвид Миш получил условно-досрочное освобождение 14 ноября 1988 года и вернулся в Хейворд. 22 ноября того же года он был задержан полицией, которая в ходе осмотра его автомобиля обнаружила в нем кусачки, топор, большой перочинный нож и фонарик. В конечном итоге ему было предъявлено обвинение в совершении кражи и он в очередной раз был осужден в апреле 1989 года, получив в качестве уголовного наказания  17 месяцев тюремного заключения, которое он отбывал в тюрьме Сан-Квентин.
Отбыв в тюремном заключении 7 месяцев, Миш получил условно-досрочное освобождение и вышел на свободу 17 ноября 1989 года. 8 декабря 1989 года Дэвид Миш был арестован по обвинению в совершении убийства 36-летней Маргарет Болл 7 декабря 1989 года, которая была избита и зарезана в собственном доме.  Женщина получила несколько ножевых ранений в область груди и живота. Ее тело было найдено в гостиной дома 11-летней дочерью ее сожителя, который проживал вместе с ней. В ходе расследования следствие сконцентрировало свои усилия по поиску автомобиля Маргарет Болл - фирмы «Mazda» 1981 года выпуска серебряного цвета, который в конечном тоге был обнаружен 8 декабря возле одного из мотелей в Окленде, за рулем которого находился Дэвид Миш. После его ареста стало известно, что он состоял в знакомстве с убитой женщиной и подвергал ее сексуальным домогательствам. Сожитель Маргарет Болл и члены ее семьи заявили полиции после ареста Миша, что незадолго до убийства Маргарет жаловалась им на то, что Миш ей неоднократно угрожал физической расправой. Сам Дэвид Миш свою вину в совершении убийства женщины не признал, однако его отец Роберт Миш заявил полиции, что 7 декабря Дэвид признался ему в совершении убийства и явился домой в состоянии наркотического опьянения, имея при себе метамфетамин.
В конечном итоге Дэвид Миш был признан виновным в совершении убийства Маргарет Бол и в 1990 году был приговорен к пожизненному лишению свободы с правом условно-досрочного освобождения. Все последующие годы Миш провел в разных пенитенциарных учреждениях штата Калифорния. Начиная с 2001 года Дэвид Миш три раза подавал ходатайство на условно-досрочное освобождение, но все его ходатайства были отклонены.

## Разоблачение
В 2003 году у Дэвида Миша был взят образец крови и был проведен анализ ДНК, в ходе которого было установлено, что генотипический профиль Миша совпадает с генотипическим профилем человека, чьи частицы эпителия были обнаружены под ногтями 18-летней Мишель Ксавье. Ксавье и 20-летняя Дженнифер Дьюи были убиты 2 февраля 1986 года в городе Фримонт (штат Калифорния). Убийца несколько раз выстрелил в девушек, после чего нанес им ножевые ранения, а затем оставил их тела на обочине дороги, где их нашел проезжавший мимо мотоциклист. В ходе расследования было установлено, что Ксавье и Дуи окончили школу «Notre Dame High School» в 1984 году на территории города Сан-Хосе и накануне гибели  присутствовали на праздновании дня рождения своего друга. В последний раз они были замечены живыми поздно вечером 1 февраля 1986 года в магазине «7-Eleven». Кабриолет Мишель Ксавье фирмы «Pontiac Sunbird» 1984 года выпуска был найден на стоянке торгового центра, расположенного на расстоянии около 6 километров от места, где были найдены их тела. После установления причастности Дэвида Миша к этим убийствам, он был допрошен следователями в тюрьме. Во время допроса, Миш не признал свою вину в совершении убийств девушек и рассказал версию, согласно которой  вечером 1 февраля 1986 года он заправляя свою машину бензином на автозаправке в городе Фримонт стал свидетелем того, как Мишель Ксавье и Дженнифер Дьюи пытались затащить в машину двое мужчин, после чего он пришел им на помощь и вступил в драку с похитителями, которые в конечном итоге сбежали. Миш утверждал, что частицы его кожи были обнаружены под ногтями Мишель Ксавье, так во время драки с похитителями вероятно поцарапала его руку. 8 сентября 2017 года Дэвид Миш был повторно допрошен, после чего  21 сентября того же года попытался покончить жизнь самоубийством в своей тюремной камере и написал предсмертную записку, адресованную своему брату и матери, в которой заявил, что не имеет отношения к убийствам этих девушек. Тем не менее, в 2018 году Дэвиду Мишу были предъявлены обвинения в совершении этих убийств, вследствие чего он покинул тюрьму «Folsom State Prison» и был этапирован в окружную тюрьму округа Аламида.
В конце декабря 2020 года Дэвиду Мишу было предъявлено обвинение в похищении и совершении убийства 9-летней Микаэлы Гарехт, которая была похищена 19 ноября 1988 года, когда она и ее лучшая подруга отправились на рынок «Rainbow Market», расположенный чуть более чем в квартале от их дома в Хейворде. Подруга Гарехт свидетельствовала о том, что в тот день она и Микаэла Гарехт выйдя из магазина обнаружили что самокат Гарехт пропал. В ходе поисков они обнаружили самокат в дальнем углу парковки магазина, после чего Микаэла Гарехт направилась к нему, но была похищена белым мужчиной с длинными волосами, находящимся в возрасте около 30 лет, который подъехал к ней на автомобиле марки «Oldsmobile»  золотистого или коричневого цвета и затащил ее внутрь. Дело об исчезновении Микаэлы Гарехт вызвало общественный резонанс. Расследование преступления как и установление ее дальнейшей судьбы велось на протяжении последующих десятилетий. В разное время в качестве подозреваемых рассматривались несколько человек, в начале 2000-х по делу об исчезновении Гарехт были допрошены Лоренц Херцог и Уэсли Шермантайн, дуэт серийных убийц известный под прозвищем «Убийцы под кайфом», которые подозревались в совершении более чем 70 убийств, произошедших с 1984 по 1999 год на территории штата Калифорния. Согласно версии прокуратуры округа Аламида, в день похищения девочки Дэвид Миш находился на кладбище в Хейворде, расположенном через дорогу от рынка, где он посещал могилу своего маленького сына, чей первый день рождения был бы в ноябре 1988 года.
Основной уликой против Миша являлся частичный отпечаток его ладони на самокате Микаэлы Гарехт, который, по словам следователей, они смогли получить благодаря достижениям современных информационных технологий, используемых полицией во время расследования преступлений при проведении криминалистическо-дактилоскопических экспертиз, что было ранее недоступно. Тело Микаэлы Гарехт так никогда и не было найдено, благодаря чему адвокаты Дэвида Миша заявили, что на судебном процессе будут настаивать на его невиновности, так как факт убийства не может быть доказан, а наличие клеток его эпителия под ногтями Мишель Ксавье свидетельствует лишь о том, что между ними произошел контакт, но не доказывает виновность Миша в совершении ее убийства. В начале 2023 года на предварительных судебных слушаниях, суд постановил, что прокуратура округа Аламида собрала достаточно доказательств виновности Миша для проведения судебного процесса. Сам Дэвид Миш свою не признал.

## Суд
Судебный процесс по обвинению Дэвида Миша в совершении убийств Мишель Ксавье и Дженнифер Дуи открылся 4 марта 2024 года. Прокуратура округа Аламида настаивала на том, чтобы объединить два дела в одно судебное разбирательство, так как все три обвинения в совершении убийств, предъявленные Мишу, схожи по мотивам и способу совершения. Однако Адвокаты Миша выразили протест, утверждая что доказательная база обвинения основывается на косвенных уликах и домыслах вместо реальных доказательств, вследствие чего суд отклонил ходатайство прокуратуры, встал на сторону защиты Дэвида Миша и постановил, что Миш предстанет перед судом по делу об убийстве Ксавье и Дьюи, после чего в рамках отдельного судебного разбирательства  предстанет перед судом по обвинению в похищении и убийстве Микаэлы Гарехт, дата которого пока не определена. 